# Тибодо, Генри
Генри Скайлер Тибодо (англ. Henry Schuyler Thibodaux; 1 января 1769, Олбани, Нью-Йорк — 23 октября 1827, Тибодо, Луизиана) — американский политик, 4-й губернатор Луизианы.

## Биография
Дата рождения Тибодо и имена его родителей окутаны тайной. Сам он считал, что родился либо в Олбани, либо в Филадельфии в семье беженцев из Канады Алексиса Тибодо и Мари-Энн Бланшар. Тибодо остался сиротой (семья была депортирована из Пенсильвании) и был усыновлён генералом Филипом Скайлером, героем Американской революции и тестем Александра Гамильтона. Тибодо провёл детство в США, а затем был отправлен в Шотландию, где получил образование.
В 1794 году Тибодо приехал в Луизиану, которая в то время находилась под контролем испанцев, и поселился на франкоакадском побережье округа Сент-Джеймс. Он был дважды женат, сначала на Фелисите Бонвиллен, которая родила ему троих детей, прежде чем умерла спустя несколько лет. Затем он женился на Бриджитте Беланжер, с которой имел пятерых детей, один из которых, Бэннон Гофорт Тибодо, был членом Конгресса США в 1840 году.
Получив земельный надел от испанского губернатора барона де Каронделет, Тибодо переехал в округ Лафурш. Позже он был избран мировым судьёй, а в 1812 году стал делегатом Конституционного съезда штата. С 1812 по 1827 год Тибодо был членом Сената штата от округа Лафурш, а с 1823 по 1827 год — его председателем.
15 ноября 1824 года, после того как губернатор Томас Боллинг Робертсон вышел в отставку, чтобы стать федеральным судьёй, Тибодо занял его место. Во время пребывания в должности он продолжал осуществлять политику администрации Робертсона.
Тибодо вышел в отставку 13 декабря 1824 года и вернулся на своё место в сенате. Генри Тибодо скончался в 1827 году во время предвыборной кампании на пост губернатора от абсцесса печени. Он был похоронен на кладбище церкви Св. Бригитты в Шривере, штат Луизиана.